# Église Saint-Lyphard de Saint-Lyphard
L’église Saint-Lyphard de l'Assomption est une église catholique située à Saint-Lyphard, en Loire-Atlantique (France).

## Historique
L'église Saint-Lyphard se dresse à l'emplacement d'un édifice roman, datant de la deuxième moitié du XIIe siècle, dont le clocher est frappé par la foudre le 31 août 1849, entraînant la destruction presque totale de la couverture,. La construction du nouvel édifice, de style néogothique, s'étale de 1885 à 1938.
La reconstruction de la sacristie, s'étale de novembre 1851 à juin 1852, c'est-à-dire avant la loi de 1905 de séparation des Églises et de l'État ; elle est donc financée par la fabrique, constituée de laïcs prenant en charge l'administration des biens de la paroisse.
Les travaux de reconstruction de l'église, sur des plans de l'architecte nantais Mathurin Fraboulet, s'effectuent en trois tranches : le chœur et les transepts de 1885 à 1892, les trois nefs de 1893 à 1902 et enfin le clocher, de 1937 à 1938.

## Description
L'église se distingue par un clocher peint en rose, résultant des travaux de réfection et d'embellissement réalisés de 2006 à 2008. Culminant à près de 50 mètres — l'altitude moyenne de la commune est de 5 mètres —, il est ouvert aux visites et permet d'avoir une vue globale des marais de la Brière.

## Culte
L’église Saint-Lyphard de l'Assomption dépend de la paroisse Saint-Benoît d’Herbignac qui regroupe en outre les communautés d'Assérac, Herbignac et Pontpas, dans le diocèse de Nantes.